# Sesso, bugie e videotape
Sesso, bugie e videotape (Sex, Lies, and Videotape) è un film del 1989 scritto e diretto da Steven Soderbergh, vincitore della Palma d'oro al 42º Festival di Cannes, con James Spader e Andie MacDowell. Nel 2006 il film è stato scelto per la conservazione nel National Film Registry della Biblioteca del Congresso degli Stati Uniti.
Il film narra le vicende di un uomo tormentato che registra su videocassette delle interviste a donne che discutono della loro vita e della loro sessualità. La sua vicenda si interseca con quella di una giovane coppia in crisi coniugale e della sorella più giovane di lei.

## Trama
Ann Bishop Mullany vive a Baton Rouge ed è infelicemente sposata con John, un avvocato di successo, con cui vive in una casa di lusso e per il quale ha rinunciato al lavoro, facendo la casalinga. Ann vive con un'angoscia riguardo alla sua intimità, come rivela a sua sorella Cynthia: non ha mai avuto un orgasmo, e perciò si sottopone a terapia psicologica. Graham Dalton è un vecchio compagno del college di John che sembra vivere una vita da vagabondo con un po' di soldi da parte.
Nove anni dopo aver frequentato il college insieme, Graham ritorna a fare visita a John, cercando casa a Baton Rouge. Graham fa dunque la conoscenza di Ann. Più tardi Ann viene a sapere che John ha invitato Graham a vivere a casa loro, ospitandolo finché non riuscirà a trovare un appartamento per sé. Quando John ritorna a casa, il comportamento di Graham si fa più prudente, in gran parte per il senso di disapprovazione che John prova per il suo modo di vivere. John tradisce sua moglie Ann con la sorella di lei, Cynthia, una barista bella, provocante e piuttosto libera, razionalizzando il suo tradimento dando la colpa alla frigidità di Ann.
Ann, convinta da John, accompagna Graham a trovare un appartamento. Dopo averlo trovato ed essere andato ad abitare lì, Graham riceve una visita a sorpresa di Ann, che nota vicino al televisore due contenitori pieni di videocassette con scritti diversi nomi di donne. Graham le rivela che sono delle registrazioni che contengono i racconti di diverse donne che lui ha conosciuto in passato, che gli raccontano la loro vita, le loro esperienze sessuali, le loro fantasie. Dopo la risposta di Graham, Ann si spaventa e confusa esce subito dal suo appartamento.
Il giorno successivo la sorella di Ann, Cynthia, si presenta anche lei di sorpresa a casa di Graham. Cynthia chiede insistentemente a Graham cosa sia successo il giorno prima fra lui e sua sorella per averla così tanto sconvolta. Graham, con un po' di riluttanza, rivela anche a lei il contenuto delle videocassette e a Cynthia ammette di avere una disfunzione sessuale: Graham è sessualmente impotente se in presenza di un'altra persona, quindi il suo desiderio sessuale viene soddisfatto riguardando da solo le registrazioni.
Graham quindi chiede a Cynthia di fare una registrazione, assicurandole che a nessun'altra persona è consentito vedere il contenuto di quelle interviste. Cynthia si fida di Graham e accetta. Successivamente Cynthia rivela a sua sorella Ann di aver fatto una registrazione con Graham, scuotendola profondamente. Cynthia racconta della sua intervista su nastro con Graham anche al suo amante John, e anche quest'ultimo reagisce negativamente.
Il giorno dopo Ann trova sotto il letto un orecchino della sorella Cynthia. Furiosa, si reca da Graham con l'intenzione di fare una registrazione. Graham non è d'accordo, dicendo ad Ann che fare una registrazione in quel momento di ira non è la cosa giusta da fare. Ann insiste e Graham acconsente. Più tardi, Ann torna a casa e con rabbia chiede il divorzio a John. Nel successivo litigio, John scopre che Ann è stata da Graham e che ha fatto una registrazione.
Infuriato, John corre a casa di Graham, lo aggredisce, lo chiude fuori di casa e inserisce nel videoregistratore il nastro di sua moglie per vederlo. Nel nastro si vede Ann che rivela di non essere "soddisfatta" della sua vita sessuale. Dopo che Graham gli chiede se ha mai avuto il desiderio di aver rapporti con altri uomini, Ann rivela a Graham di aver avuto la fantasia di fare l'amore proprio con lui.
Subito dopo il "gioco" si ribalta, con Ann che prende possesso della telecamera e Graham, in un primo momento piuttosto trattenuto, racconta ad Ann che il motivo del suo ritorno a Baton Rouge è di voler riconquistare l'amore della sua vecchia fiamma, Elizabeth. Graham ammette di essere un bugiardo patologico e che proprio questo ha mandato all'aria il suo rapporto con Elizabeth. Dopo la fine della sua relazione con lei, Graham ha dunque deciso di tenersi a grande distanza dalle persone e di evitare ogni tipo di relazione. Ann comincia quindi a toccarlo e baciarlo e Graham decide di spegnere la telecamera prima che incomincino ad avere un rapporto.
Dopo aver visto la registrazione, John è sconvolto e raggiunge Graham che è ancora rimasto fuori dal portone, nel porticato, ancora sanguinante per il pugno ricevuto. Con una certa soddisfazione, John racconta a Graham di aver fatto del sesso con Elizabeth quando quest'ultima era ancora la sua fidanzata. Allo stesso tempo, però, John gli confessa che Elizabeth non è la donna perfetta che Graham si immaginava che fosse ("Non era una santa. Era brava a letto ed era brava a mantenere un segreto. Questo è tutto quello che posso dirti di lei", gli dice). Dopo aver visto John allontanarsi dal suo appartamento, Graham è in preda alla collera e distrugge tutte le videocassette e la videocamera.
Il giorno dopo John è chiamato per un colloquio personale con il suo capo dell'ufficio legale presso cui lavora, e diventa chiaro come la sua carriera in quello studio sia finita, dopo aver per troppo tempo rimandato appuntamenti soltanto per poter passare segretamente del tempo con Cynthia. Intanto Ann e Cynthia si sono riconciliate, con Ann che si reca al bar dove la sorella lavora e le regala una piantina. Ann decide quindi di andare da Graham: si siede con lui sugli scalini del porticato, come se fossero una coppia.

## Produzione
Il film è stato scritto da Steven Soderbergh in appena otto giorni durante una sua gita in campagna anche se, come racconta lo stesso Soderbergh nel commento del film reso pubblico sull'edizione DVD del film, l'idea sulla trama era già presente in lui da più di un anno.
Soderbergh ha raccontato inoltre che il personaggio di Ann era stato da lui creato avendo in mente di ingaggiare per interpretarlo Elizabeth McGovern, ma l'agente di quest'ultima ebbe un'impressione talmente pessima della sceneggiatura che non la fece nemmeno leggere all'attrice. Laura San Giacomo, che era rappresentata dallo stesso agente, dovette minacciare di licenziarlo se non avesse avuto la possibilità di recitare in questo progetto di Soderbergh. Soderbergh fu un po' riluttante sulla scelta di Andy MacDowell, ma dopo due suoi provini eccellenti il regista si convinse e le affidò il ruolo di Ann. Anche Peter Gallagher non doveva interpretare il personaggio di John: in un primo tempo il ruolo era destinato a Tim Daly, ma il ritardo nel reperire i finanziamenti necessari per girare il film costrinsero Daly a rinunciare al ruolo per concomitanti impegni e la parte venne assegnata a Peter Gallagher.
Tutto ciò che Soderberg riuscì ad ottenere dai suoi produttori furono 1,2 milioni di dollari di budget, una settimana di prove ed un mese intero (agosto 1988) per girare tutte le scene con gli attori. Successivamente dichiarò che Sesso, bugie e videotape "è stato l'unico film in cui io mi sia sentito di aver avuto tutti i soldi e tutto il tempo che mi servivano". Il film venne girato prevalentemente a Baton Rouge, in Louisiana.

## Accoglienza

### Incassi
Il film, dopo essere uscito soltanto in 4 sale negli Stati Uniti il 4 agosto 1989 incassando 155982 $ (per una media di 38995 $ a sala), è stato distribuito successivamente in 534 sale negli Stati Uniti, ottenendo un incasso di 24741667 $ negli Stati Uniti, mentre a livello mondiale ne ha incassati 36740000 $.

## Citazioni
- La sesta puntata della seconda stagione della serie TV Dexter, Dex, bugie e videotape in lingua originale (Dex, lies and videotape) riprende palesemente il titolo originale del film (Sex, lies and videotape).
- Anche il titolo del primo episodio della ventesima stagione della serie animata I Simpson, Sesso, pasticcerie e video-taglie (in lingua originale Sex, Pies and Idiot Scrapes) riprende palesemente quello del film.
- Nel 17º episodio della prima stagione del telefilm Beverly Hills 90210, Andrea cita il titolo del film.
- Il rapper Kanye West cita il titolo del film nella canzone Jesus Walks, in cui dice "They say you can rap about anything except for Jesus / That means guns, sex, lies, videotapes / But if I talk about God my record won't get played, huh?"
- Il titolo della saga della collana Marvel Ultimates 3 si intitola "Sesso, bugie e DVD".
- Nel ventunesimo episodio della quinta stagione di Dawson's Creek, Dawson cita il film.
- Il primo episodio della quarta stagione di Ally McBeal si intitola "Sesso, bugie e ripensamenti".
- Il titolo del film del 2008, Amore, bugie & calcetto, di Luca Lucini.

## Premi e riconoscimenti
- 1990 - Premio Oscar
  - Nomination Migliore sceneggiatura originale a Steven Soderbergh
- 1990 - Golden Globe
  - Nomination Migliore attrice in un film drammatico a Andie MacDowell
  - Nomination Migliore attrice non protagonista a Laura San Giacomo
  - Nomination Migliore sceneggiatura a Steven Soderbergh
- 1990 - British Academy Film Awards
  - Nomination Migliore attrice non protagonista a Laura San Giacomo
  - Nomination Migliore sceneggiatura originale a Steven Soderbergh
- 1989 - Festival di Cannes
  - Palma d'oro
  - Prix d'interprétation masculine a James Spader
  - Premio FIPRESCI
- 1989 - Sundance Film Festival
  - Premio del pubblico: U.S. Dramatic
  - Nomination Gran premio della giuria: U.S. Dramatic
- 1990 - Writers Guild of America Awards
  - Nomination Miglior sceneggiatura originale per il cinema a Steven Soderbergh
- 1990 - Independent Spirit Awards
  - Miglior film
  - Miglior regista a Steven Soderbergh
  - Miglior attrice protagonista a Andie MacDowell
  - Miglior attrice non protagonista a Laura San Giacomo
  - Nomination Miglior attore protagonista a James Spader
- 1989 - National Board of Review Awards
  - Migliori dieci film
- 1990 - Premi César
  - Nomination Miglior film straniero